# Банк Гватемали
Банк Гватемали (ісп. Banco de Guatemala) —— центральний банк Гватемали.

## Історія
З 1926 по 1946 рік роль емісійного банку виконував Центральний банк Гватемали — банк із змішаним приватним і державним капіталом, заснований 30 червня 1926 року. 7 липня того ж року банк отримав монопольне право випуску банкнот (що раніше належало приватним банкам).
11 грудня 1945 року як центральний банк заснований державний Банк Гватемали. Банк почав операції 1 липня 1948 року, випуск банкнот — 15 вересня того ж року.